# ریچارد شپارد
ریچارد شپارد (انگلیسی: Richard Shepard؛ زادهٔ ۱۹۶۵ (۵۹–۶۰ سال)) یک کارگردان، و فیلم‌نامه‌نویس اهل ایالات متحده آمریکا است.